# Delaware Township (Northumberland County, Pennsylvania)
Die Delaware Township ist eine Township im Northumberland County und eine von vier Townships mit diesem Namen in Pennsylvania, Vereinigte Staaten. Das U.S. Census Bureau hat bei der Volkszählung 2020 eine Einwohnerzahl von 4.303 ermittelt.

## Geographie
Die Delaware Township bildet die nordwestliche Ecke des Northumberland County. Nach den Angaben des United States Census Bureaus hat die Township eine Gesamtfläche von 81,5 km², wovon 78,8 km² Land und 2,7 km² (= 3,21 %) Gewässer sind.
Sie grenzt im Norden an das Lycoming County mit der Muncy Creek Township, im Osten an die Lewis Township, im Süden die Turbot Township, im Südwesten an Watsontown. Auf dem westlichen Ufer des West Branch Susquehanna River liegen im Union County die White Deer Township und die Gregg Township sowie im Lycoming County die Brady Township. Außerdem umschließt die Township den Borough of McEwensville.
Die Pennsylvania Route 54 führt von der nordwestlichen Ecke der Township nach Südosten und verlässt die Township direkt östlich des Exits 5 der Interstate 180; diese verläuft von Norden her bis südlich von Warrior Run knapp westlich der Grenze zur Lewis Township, schlägt aber dann eine südwestlichere Richtung ein. Die Pennsylvania Route 405 verläuft parallel zum Fluss von Norden nach Süden. Die Pennsylvania Route 44 überquert bei Dewart den Fluss, verläuft dann gemeinsam mit der Route 405 südwärts bis Watsontown und biegt dann nach Osten ab, um über McEwensville nach Turbotville zu führen. Die Ortschaft Springtown ist ein Straßendorf östlich von Dewart. Delaware Run liegt an der Kreuzung von Route 54 und Quadrangle Road 1001.
Entwässert wird die Township durch den Delaware Run, den Dry Run und den Spring Run, die innerhalb weniger hundert Meter oberhalb von Watsontown in den West Branch Susquehanna River münden, sowie den Warrior Run, der unterhalb von Watsontown in den Fluss mündet.

## Geschichte
Die Allenwood River Bridge, Die Hopper-Snyder Homestead, das William Kirk House und die Warrior Run Presbyterian Church sind in das National Register of Historic Places eingetragen.

## Demographics
Zum Zeitpunkt des United States Census 2000 bewohnten Delaware Township 4341 Personen. Die Bevölkerungsdichte betrug 55,1 Personen pro km². Es gab 1765 Wohneinheiten, durchschnittlich 22,4 pro km². Die Bevölkerung in Delaware Township bestand zu 98,80 % aus Weißen, 0,28 % Schwarzen oder African American, 0,18 % Native American, 0,23 % Asian, 0,02 % Pacific Islander, 0,14 % gaben an, anderen Rassen anzugehören und 0,35 % nannten zwei oder mehr Rassen. 0,53 % der Bevölkerung erklärten, Hispanos oder Latinos jeglicher Rasse zu sein.
Die Bewohner Delaware Townships verteilten sich auf 1678 Haushalte, von denen in 31,6 % Kinder unter 18 Jahren lebten. 63,1 % der Haushalte stellten Verheiratete, 7,1 % hatten einen weiblichen Haushaltsvorstand ohne Ehemann und 26,0 % bildeten keine Familien. 21,5 % der Haushalte bestanden aus Einzelpersonen und in 9,8 % aller Haushalte lebte jemand im Alter von 65 Jahren oder mehr alleine. Die durchschnittliche Haushaltsgröße betrug 2,58 und die durchschnittliche Familiengröße 2,98 Personen.
Die Bevölkerung verteilte sich auf 24,5 % Minderjährige, 7,0 % 18–24-Jährige, 29,1 % 25–44-Jährige, 25,3 % 45–64-Jährige und 14,2 % im Alter von 65 Jahren oder mehr. Der Median des Alters betrug 39 Jahre. Auf jeweils 100 Frauen entfielen 96,9 Männer. Bei den über 18-Jährigen entfielen auf 100 Frauen 94,7 Männer.
Das mittlere Haushaltseinkommen in Delaware Township betrug 39.219 US-Dollar und das mittlere Familieneinkommen erreichte die Höhe von 45.950 US-Dollar. Das Durchschnittseinkommen der Männer betrug 30.138 US-Dollar, gegenüber 21.417 US-Dollar bei den Frauen. Das Pro-Kopf-Einkommen belief sich auf 17.442 US-Dollar. 10,7 % der Bevölkerung und 7,0 % der Familien hatten ein Einkommen unterhalb der Armutsgrenze, davon waren 12,2 % der Minderjährigen und 16,1 % der Altersgruppe 65 Jahre und mehr betroffen.